# Rolf Schock
Rolf Günther Gustaf Adolf Schock, född 5 april 1933 i Cap-d'Ail i Frankrike, död 5 december 1986 i Berlin i Tyskland, var en amerikansk–svensk filosof.
Rolf Schock var född av förmögna tyska föräldrar, som utvandrade från Tyskland 1931 och via Portugal bosatte sig i USA. Han växte först upp på franska Rivieran och gick i skola i Monaco. Han blev efter familjens flytt till New York amerikansk medborgare och utbildade sig i geologi, matematik och filosofi vid University of New Mexico i Albuquerque med en kandidatexamen 1955 och studerade därefter logik och filosofi 1956–1960 vid University of California för bland andra Rudolf Carnap, först i Berkeley och därefter i Los Angeles, med en magisterexamen 1960. Han specialiserade sig därefter i studier i teoretisk filosofi vid Stockholms universitet från 1960, med en filosofie licentiatexamen 1964. Han disputerade 1968 vid Uppsala universitet hos Stig Kanger med en avhandling inom forskningsområdet fri logik, och blev docent vid Uppsala universitet 1969. Därefter höll Schock kurser i logik och vetenskapsteori vid Kungliga Tekniska Högskolan i Stockholm, men kom aldrig att få någon fast akademisk tjänst.
Schock utbildade sig också i målning och fotografi på Konstfack i Stockholm 1964–1969. Han hade en utställning av sina målningar på ett galleri i Stockholm 1979.
Schock omkom 1986 i Berlin i en olycka i samband med att han reparerade sin bil, och efterlämnade en stor ärvd förmögenhet, av vilken en huvuddel i enlighet med hans testamente används för att dela ut Schockprisen i fyra ämnesområden sedan 1993.